# Waterstofhypobromiet
Waterstofhypobromiet, hypobromigzuur of onderbromigzuur is een zwak en onstabiel anorganisch zuur met als brutoformule HBrO. Het komt als zodanig enkel voor in een waterige oplossing. Waterstofhypobromiet behoort tot de groep der halogeenzuurstofzuren. Zowel de fysische als chemische eigenschappen lijken goed op die van waterstofhypochloriet.

## Synthese
Een oplossing van waterstofhypobromiet kan bereid worden door dibroom op te lossen in water:
{\displaystyle {\ce {Br2 + H2O <=> HBrO + HBr}}}

## Eigenschappen en reacties
In water reageert waterstofhypobromiet als een zeer zwak zuur (met een pKa van ongeveer 8,7) en een milde oxidator. Het zuur is niet stabiel: zelfs bij milde verhitting treedt langzame ontleding op waarbij waterstofbromide en waterstofbromaat ontstaan. De kleur van de oplossing is lichtgeel-bruin, afkomstig van de ontledingsproducten.
De zouten van waterstofhypobromiet (de hypobromieten) zijn eveneens onstabiel. Bij 20°C gaat de ontleding tot de overeenkomstige bromiden en bromaten snel door:
{\displaystyle {\ce {3BrO- -> BrO3- + 2Br-}}}
De disproportionering van waterstofhypobromiet leidt tot vorming van waterstofbromiet en waterstofbromide:
{\displaystyle {\ce {2HBrO -> HBrO2 + HBr}}}
De anodische oxidatie van waterstofhypobromiet met waterstofhypochloriet levert waterstofbromiet en waterstofchloride:
{\displaystyle {\ce {HBrO + HClO -> HBrO2 + HCl}}}

## Toepassingen
Waterige oplossingen van waterstofhypobromiet worden gebruikt als bleekmiddel, oxidator en desinfecteermiddel. Dit laatste is het gevolg van het oxiderend karakter van de stof.

## Voorkomen in de natuur
Waterstofhypobromiet wordt in warmbloedige gewervelden aangemaakt in bepaalde cellen, waaronder de eosinofiele granulocyten, waar het geproduceerd wordt door het enzym eosinofielperoxidase. Dit enzym gebruikt daarbij bromide als substraat. De oxiderende stof bij dit proces is waterstofperoxide, dat gevormd wordt uit zuurstofgas door het NADPH-oxidase (onder reductie van NADPH). 
Waterstofhypobromiet is cytotoxisch en betrokken bij bepaalde cellulaire processen, zoals mutagenese en ontstekingen. Het hypobromiet kan echter gereduceerd worden door thiocyanaat, een endogene stof in het menselijk lichaam:
{\displaystyle {\ce {BrO- + SCN- -> Br- + OSCN-}}}
Het daarbij gevormde hypothiocyaniet (OSCN−) is een efficiënt antimicrobieel middel en relatief onschadelijk voor zoogdiercellen.